# Fussy
Fussy és un municipi francès, situat al departament de Cher i a la regió de Centre – Vall del Loira. L'any 2007 tenia 1.827 habitants.

## Demografia

### Població
El 2007 la població de fet de Fussy era de 1.827 persones. Hi havia 768 famílies, de les quals 152 eren unipersonals (56 homes vivint sols i 96 dones vivint soles), 344 parelles sense fills, 224 parelles amb fills i 48 famílies monoparentals amb fills.
La població ha evolucionat segons el següent gràfic:
Habitants censats

### Habitatges
El 2007 hi havia 792 habitatges, 772 eren l'habitatge principal de la família, 10 eren segones residències i 10 estaven desocupats. 773 eren cases i 11 eren apartaments. Dels 772 habitatges principals, 664 estaven ocupats pels seus propietaris, 99 estaven llogats i ocupats pels llogaters i 9 estaven cedits a títol gratuït; 7 tenien una cambra, 12 en tenien dues, 80 en tenien tres, 232 en tenien quatre i 441 en tenien cinc o més. 639 habitatges disposaven pel capbaix d'una plaça de pàrquing. A 295 habitatges hi havia un automòbil i a 441 n'hi havia dos o més.

### Piràmide de població
La piràmide de població per edats i sexe el 2009 era:
| Homes | Edats   | Dones |
| ----- | ------- | ----- |
| 0     | 95 o +  | 0     |
| 0     | 90 a 94 | 4     |
| 4     | 85 a 89 | 0     |
| 4     | 80 a 84 | 24    |
| 28    | 75 a 79 | 24    |
| 20    | 70 a 74 | 40    |
| 52    | 65 a 69 | 48    |
| 52    | 60 a 64 | 44    |
| 76    | 55 a 59 | 76    |
| 116   | 50 a 54 | 88    |
| 96    | 45 a 49 | 116   |
| 96    | 40 a 44 | 92    |
| 56    | 35 a 39 | 80    |
| 48    | 30 a 34 | 44    |
| 36    | 25 a 29 | 44    |
| 56    | 20 a 24 | 40    |
| 76    | 15 a 19 | 76    |
| 44    | 10 a 14 | 52    |
| 88    | 5 a 9   | 56    |
| 40    | 0 a 4   | 36    |

## Economia
El 2007 la població en edat de treballar era de 1.233 persones, 848 eren actives i 385 eren inactives. De les 848 persones actives 795 estaven ocupades (398 homes i 397 dones) i 53 estaven aturades (26 homes i 27 dones). De les 385 persones inactives 200 estaven jubilades, 94 estaven estudiant i 91 estaven classificades com a «altres inactius».

### Ingressos
El 2009 a Fussy hi havia 823 unitats fiscals que integraven 2.056,5 persones, la mediana anual d'ingressos fiscals per persona era de 21.011 €.

### Activitats econòmiques
Dels 71 establiments que hi havia el 2007, 2 eren d'empreses alimentàries, 1 d'una empresa de fabricació de material elèctric, 5 d'empreses de fabricació d'altres productes industrials, 13 d'empreses de construcció, 12 d'empreses de comerç i reparació d'automòbils, 6 d'empreses de transport, 6 d'empreses d'hostatgeria i restauració, 2 d'empreses d'informació i comunicació, 5 d'empreses financeres, 3 d'empreses immobiliàries, 5 d'empreses de serveis, 7 d'entitats de l'administració pública i 4 d'empreses classificades com a «altres activitats de serveis».
Dels 25 establiments de servei als particulars que hi havia el 2009, 1 era una oficina de correu, 4 oficines bancàries, 2 tallers de reparació d'automòbils i de material agrícola, 1 paleta, 5 guixaires pintors, 1 fusteria, 4 lampisteries, 1 electricista, 2 perruqueries, 1 restaurant, 2 agències immobiliàries i 1 saló de bellesa.
Dels 6 establiments comercials que hi havia el 2009, 1 era una gran superfície de material de bricolatge, 1 una botiga de menys de 120 m², 2 carnisseries, 1 una peixateria i 1 una botiga de mobles.
L'any 2000 a Fussy hi havia 13 explotacions agrícoles que ocupaven un total de 729 hectàrees.

## Equipaments sanitaris i escolars
L'únic equipament sanitari que hi havia el 2009 era una farmàcia.
El 2009 hi havia una escola elemental.

## Poblacions més properes
El següent diagrama mostra les poblacions més properes.